# قطعنامه ۱۹۵۱ شورای امنیت
قطعنامه  ۱۹۵۱ شورای امنیت سازمان ملل متحد که در تاریخ ۲۴ نوامبر ۲۰۱۰ تصویب شد، سندی بین‌المللی دربارهٔ بررسی وضعیت در ساحل عاج است. این قطعنامه طی نشست ۶۴۳۱ام با ۱۵ رای موافق، ۰ مخالف و ۰ ممتنع تصویب شد.